# Radó Kálmán
Szentmártoni Radó Kálmán Imre Sándor (Répcelak, 1844. november 14.– Karlsbad, 1899. július 1.) császár és királyi kamarás, valóságos belső titkos tanácsos, főispán, egyházi felügyelő, földbirtokos.

## Családja és származása
A jómódú ágostai hitvallású nemesi származású szentmártoni Radó családnak a sarja. Édesapja szentmártoni Radó Lajos (1804–1882), Vas vármegye alispánja, a dunántúli evangélikus egyházkerület világi felügyelője, földbirtokos, édesanyja nemes Forster Karolina (1818–1888). Az apai nagyszülei szentmártoni Radó József (1770–1816), földbirtokos és mankóbüki Horváth Anna (1777–1824) voltak. Az anyai nagyszülei nemes Forster Lajos és jákfai Gömbös Antónia voltak. Radó Kálmánnak az apai nagybátyja szentmártoni báró Radó Gedeon (1811–1876) tábornok. A családnak az őse Radó Péter 1619. május 8-én szerzett címeres nemeslevelet II. Ferdinánd magyar királytól.

## Élete

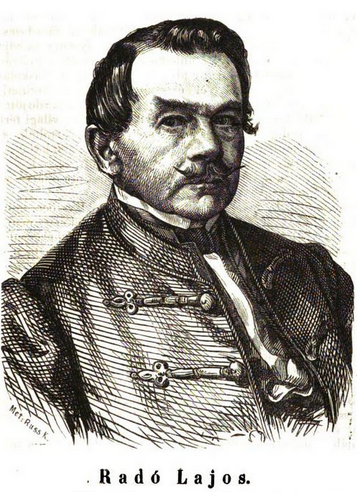
Édesapja szentmártoni Radó Lajos vasi alispán

A szentmártoni Radó család címere.

Rajcsányi János, a nagy tudományú, lángszívű evangélikus pap, a hős 1848-as honvéd csöpögtette a haza, a vallás, a tudományok szeretetét a serdülő ifjú szívébe. Gimnáziumi tanulmányait Sopronban végezte, a jogi tanfolyamot Eperjesen hallgatta. 1867-ben a sárvári járás szolgabírája lett. 1869-ben és 1872. és 1875 között a sárvári kerület országgyűlési képviselője volt. Ezen országgyűlés berekesztése után nem vállalt aktív mandátumot, hanem inkább főleg gazdálkodott és vármegyéje ügyeivel foglalkozott. A parlamentben a Deák-párt soraiban foglal helyet és képviselői tisztének lelkiismeretes munkássággal való ellátása, tehetsége csakhamar ismertté teszik nevét.
Később elnöke lett a Rába-szabályozási társulatnak és 1881-ben a kormány e társulathoz biztossá nevezte ki; a társulat ügyeit rendezte és 1896 elején bevégezte a Rába és mellékfolyóinak szabályozási munkálatait. Győr városának legszebb terét, a tündéri Radó-ligetet díszítő kőmonumentum, ott, a megrendszabályozott, csöndesen hömpölygő Rábának a part-fain, ékesszóló jele a nagy munkának, vasakaratnak.
1882 májusában Vas vármegye főispánjává nevezték ki; ebbeli tisztét 1894. augusztus 15-ig viselte. Erélyes és a mellett humánus kormányzása a vármegyét a fejlődés magas fokára juttatta; minta-vármegyeként kezdik emlegetni s méltán, mert az ősi székház falai között a magyar állameszme lelkes kis csapatja igyekszik megfelelni a modern közigazgatás kívánalmainak, az ezredéves intézmény keretében önzetlen munkássággal megvalósítani a gyors, humánus, igazságos közigazgatásnak modern ideálját. Számos kiváló alkotás hirdeti a főispán működésének eredményét. Az ország egyik legelső, legvirágzóbb egyesülete, a Vas megyei gazdasági egyesület az ő tevékenysége folytán jön létre; vasutak, közművelődési intézetek hirdetik főispáni kormányzásának sikereit.
Élénken részt vett ágostai evangélikus hitfelekezetének igazgatásában, 1889-től mint felügyelő. 1893-ban azon alkalomból, hogy három fejedelem (Ferenc József, II. Vilmos és I. Albert szász király) látogatta meg a kőszegi hadgyakorlaton Vas vármegyét, valóságos belső titkos tanácsos lett. A kőszegi ünnepnapok a legszebben folytak le. Az ünnepélyek fényét nem zavarta semmi, és a fejedelmi személyiségek és mindazok, akik a hadgyakorlatok színhelyén megfordultak, a legkellemesebb emlékkel távoztak. A város pompásan festett, a fogadtatások, bevonulások és másféle ünnepségek igazán mintaszerűek voltak. Ez a fényes siker elsősorban Vasmegye főispánjának, Radó Kálmánnak köszönhető, akit a közvélemény épen a királynapok alkalmából tanúsított erélyerét "vaskezű" jelzővel ruházott fel. Radó Kálmán tervezte ki az ünnepségeket, ő vezette Kőszeg város földíszítését s ő teremtett modern nagy várost a kis határszéli városból, ahol a legelőkelőbb vendégek is otthonosan érezték magukat.
1896-ban a felsőőri kerület képviselőnek választotta. A Lipót-rend lovagkeresztjét, a porosz János-rendet és a szerb királyi Takova-rendet bírta. Két 1000–1000 forintos alapítványt tett a soproni főiskola javára és 2000 forintosat az egyházkerület javára. 1899. július 1-jén Karlsbadban és Répcelakon temették el.
Székfoglaló beszéde 1882-ben (Vasmegyei Lapok 1892. 56. sz.); országgyűlési beszédei a Naplókban jelentek meg.

## Házassága és gyermekei
1867. november 3- Répcelakon feleségül vette az ágostai hitvallású nemesi származású saághi Horváth Etel (*Győr, 1851. október 11.–†Répcelak, 1920. március 1.) kisasszonyt, akinek a szülei saághi Horváth János (1807-1877), és hegyeshalmi Fischer Teréz (1816-1882) asszony voltak. Az apai nagyszülei saághi Horváth János, Győr újvárosi terménykereskedő és Kozma Éva voltak. Az anyai nagyszülei hegyeshalmi Fischer József (1792–1865), terménykereskedő, földbirtokos és Hutflesz Judit (1794–1850) voltak.  Radó Kálmán és saági Horváth Etelka frigyéből született:
- Radó Katalin Izabella (Répcelak, 1875. február 6.–1924). Férje: gróf Posadowsky Wehner Sylvius. Második férje: von Kleiszt Ulrich (Drenow, Poroszország, 1875. március 26.–Drenow, 1932. június 18.).[12]
- Radó Margit (*Répcelak, 1877. július 26.–†Bécs, 1915. október 27.).[13] Férje: bábai Bay Ödön (*Mezőörs, 1869. április 26.–†Répcelak, 1920. szeptember 10.), nagybirtokos.[14]
- Radó Lajos Dániel Gedeon (*Répcelak, 1880. február 5.–†Szombathely, 1942. december 9.), felsőházi tag, johannita lovag. 1.f.: Förster Mária Emília Adél (*Balozsameggyes, 1880. szeptember 19.–†Bécs, 1904. július 16.).[15][16] 2.f.: szentjánosi Szűcs Rafaella (*Bögöte, 1886. február 3.–†Répcelak, 1920. augusztus 26.).[17]
- Radó Erzsébet (Répcelak, 1881. március 3.). Férje: Förster Ottó (Balozsai, 1883. december 6.).